# Бережанка (Кременецький район)
Бережа́нка — село в Україні, у Лановецькій міській громаді Кременецького району Тернопільської області. Розташоване на річках Жирак та Свинорийка, у центрі району. До 2020 - центр сільської ради, якій було підпорядковане село Жуківці. До села приєднано хутір Доманинка. 
Залізнична станція на лінії Тернопіль — Шепетівка. Населення — 550 осіб (2001).

## Історія
На околиці села досліджено поселення та могильник черняхівської культури, знайдено скарб римських монет 2 ст.
Перша писемна згадка — 1463.
У документах йдеться про напад татар на Доманинку в серпні 1615. Від 1699 Бережанку з навколишніми селами перебувала у володінні нащадків гетьмана Івана Виговського, котрі збудували у центрі Доманинки палац і каплицю-усипальницю (не збереглися).
У листопаді 1781 в Доманинку приїжджав польський король С.-А. Понятовський. Відвідав тут свого приятеля Ю. Радзимінського.
1920-1930-ті діяло товариство «Просвіта».
На 1936 рік село входило до ґміни Вишгородок Кременецького повіту.
12 червня 2020 року, відповідно до розпорядження Кабінету Міністрів України № 724-р «Про визначення адміністративних центрів та затвердження територій територіальних громад Тернопільської області» увійшло до складу Лановецької міської громади.
19 липня 2020 року, в результаті адміністративно-територіальної реформи та ліквідації Лановецького району, село увійшло до складу Кременецького району.

## Населення

### Мова
Розподіл населення за рідною мовою за даними :
| Мова       | Кількість | Відсоток |
| ---------- | --------- | -------- |
| українська | 546       | 99.27%   |
| російська  | 4         | 0.73%    |
| Усього     | 550       | 100%     |

## Пам'ятки
Є церква святого великомученика Юрія Переможця (16 століття), збереглася ще одна церква (1875).
Є залишки старовинного парку.

## Пам'ятники
- козацьку могилу з написом «Невідомим борцям за віру, нарід і волю»,
- встановлено пам'ятний знак воїнам-односельцям, полеглим у німецько-радянській війні.

## Соціальна сфера
Діють загальноосвітня школа І-ІІ ступенів, Будинок культури, бібліотека (недіюча), ФАП.

## Відомі люди
У Бережанці народилися:
- лікар, громадський діяч П. Глібов.
- Карпович Ольга Володимирівна — українська актриса і співачка, заслужена артистка України.
- Скрипчук Оксана Володимирівна — українська співачка (мецо-сопрано), солістка хору Тернопільської обласної філармонії, заслужена артистка України.

## Галерея

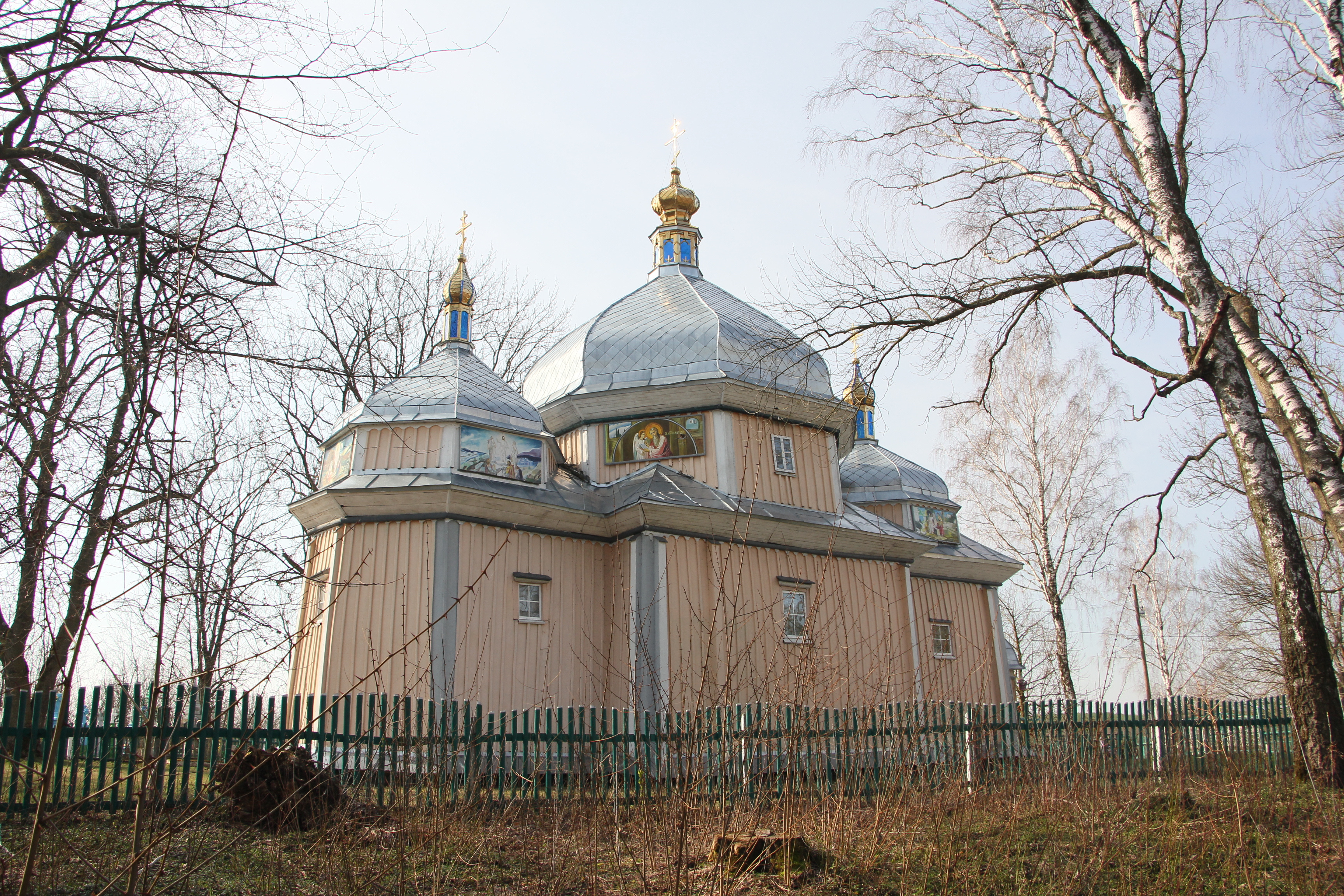
Дерев'яна церква в селі
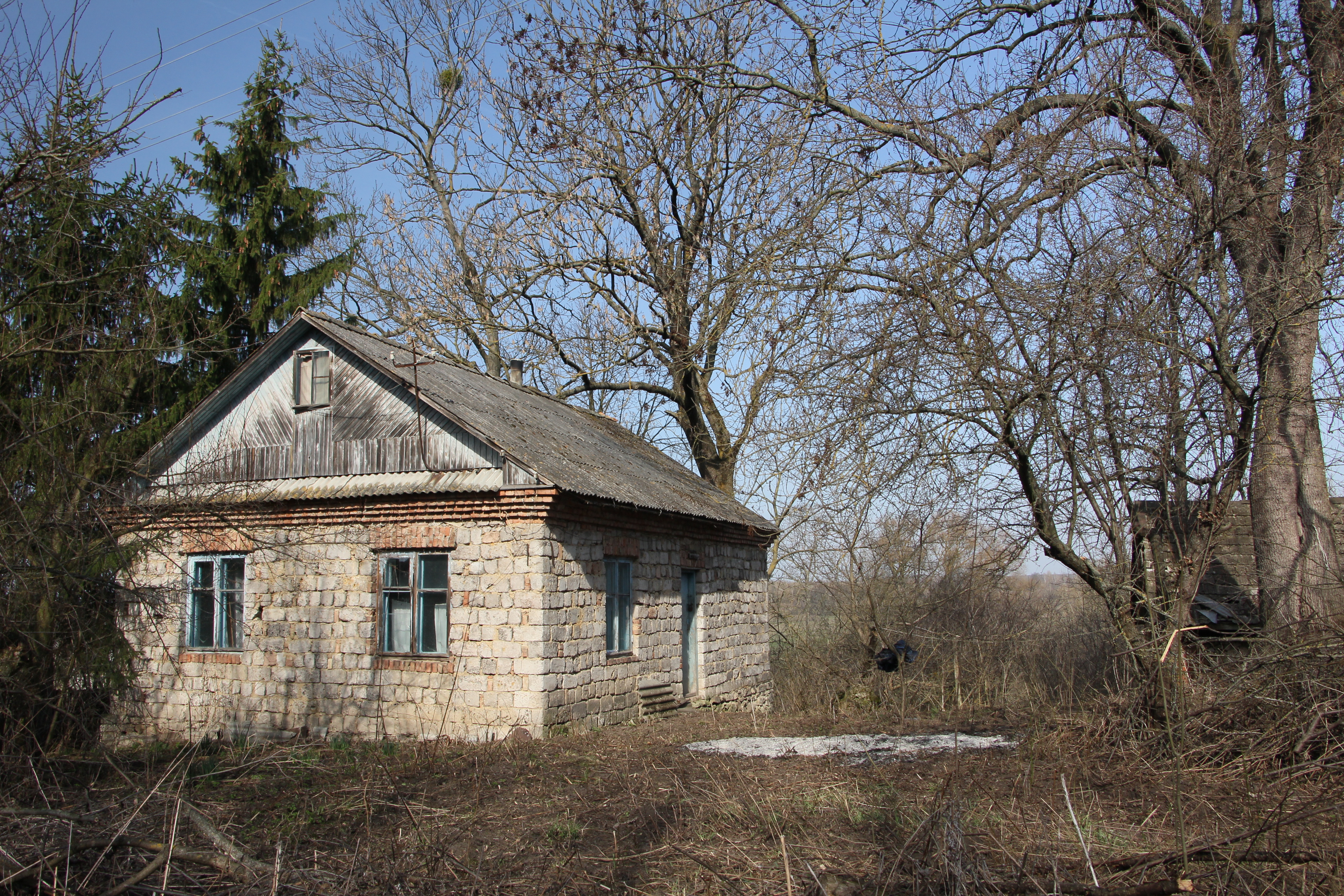
Покинута стара хата
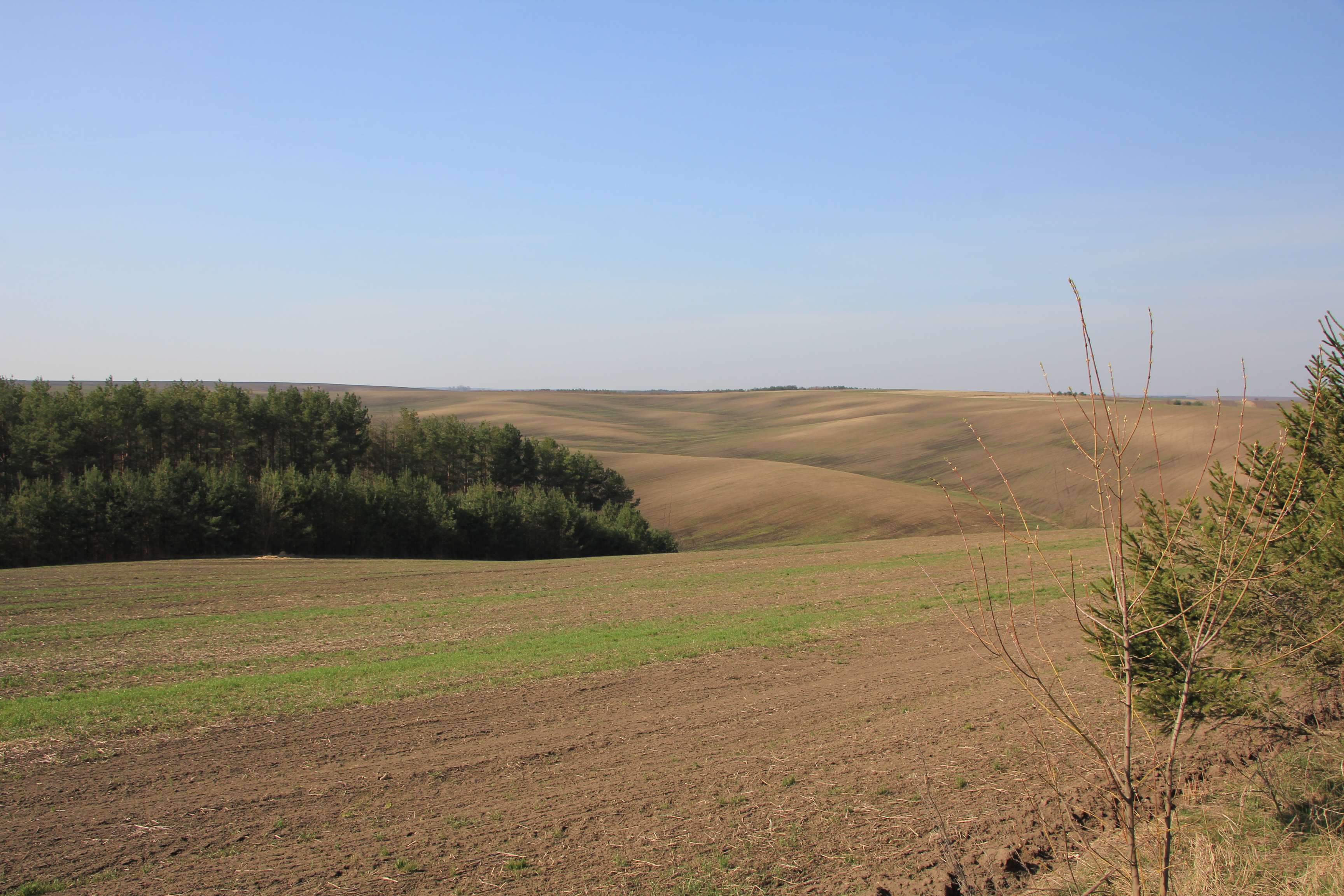
Краєвиди довкола села
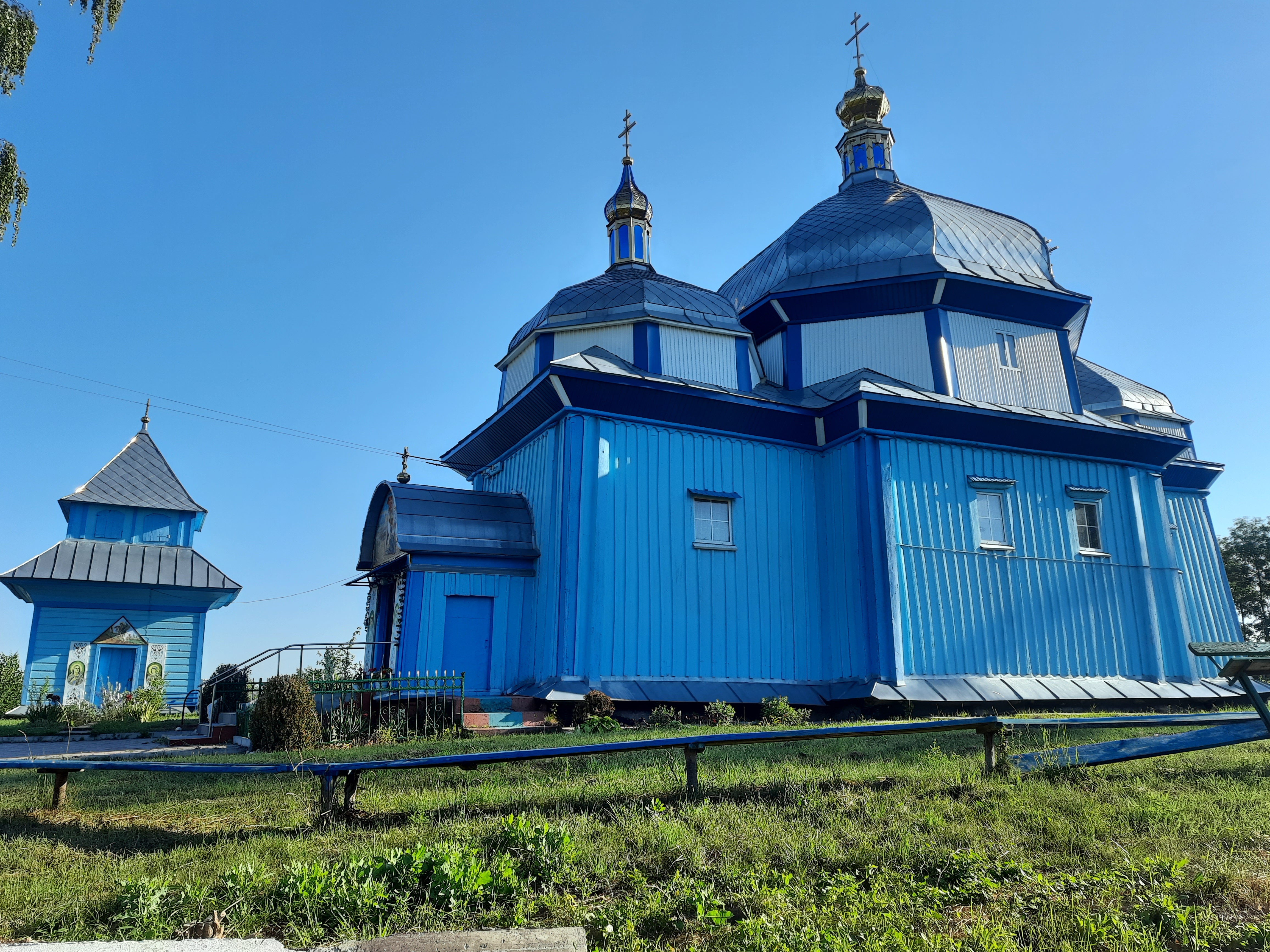
Церква святого великомученика Юрія Переможця
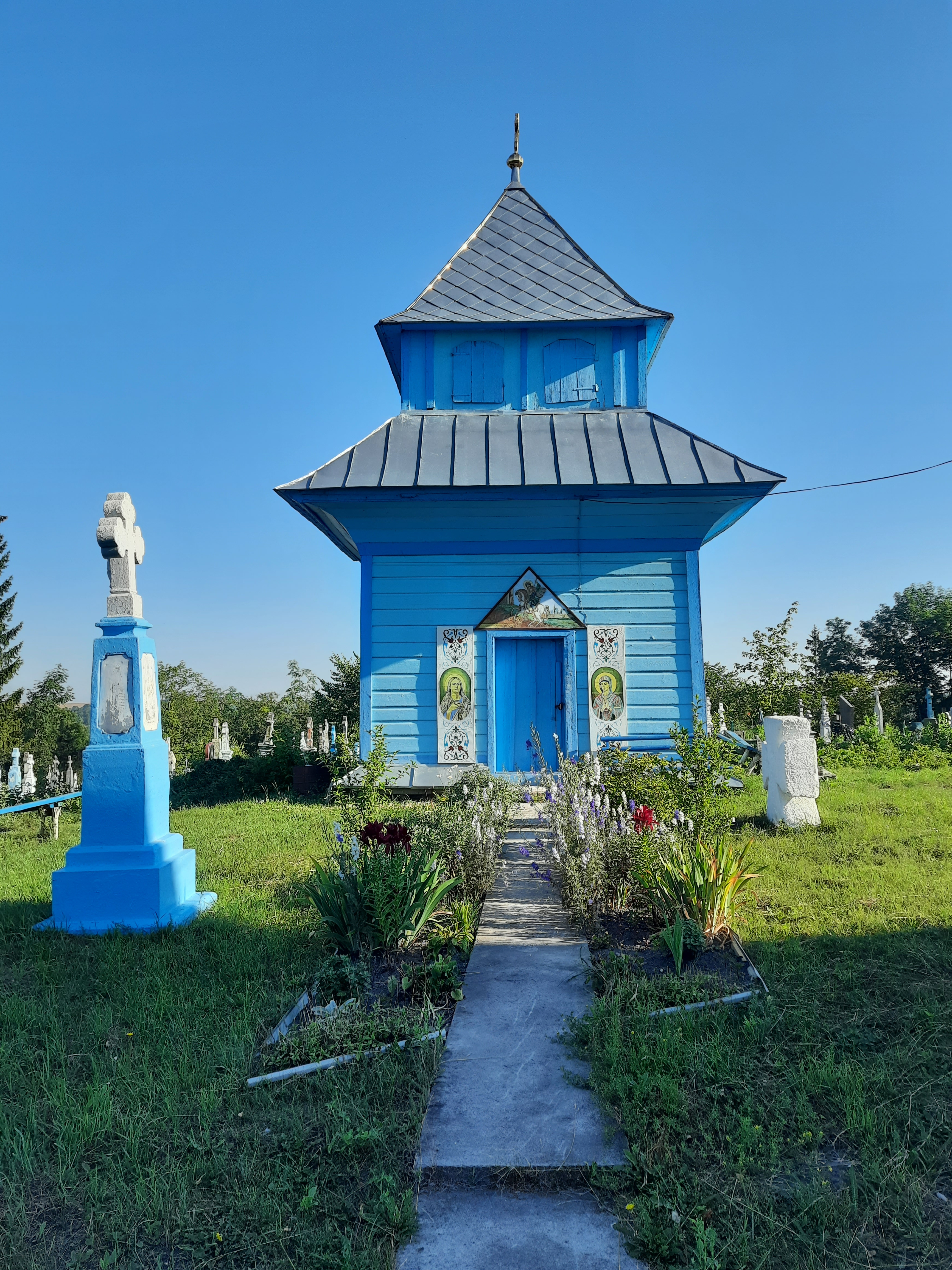
Дзвіниця церкви святого великомученика Юрія Переможця
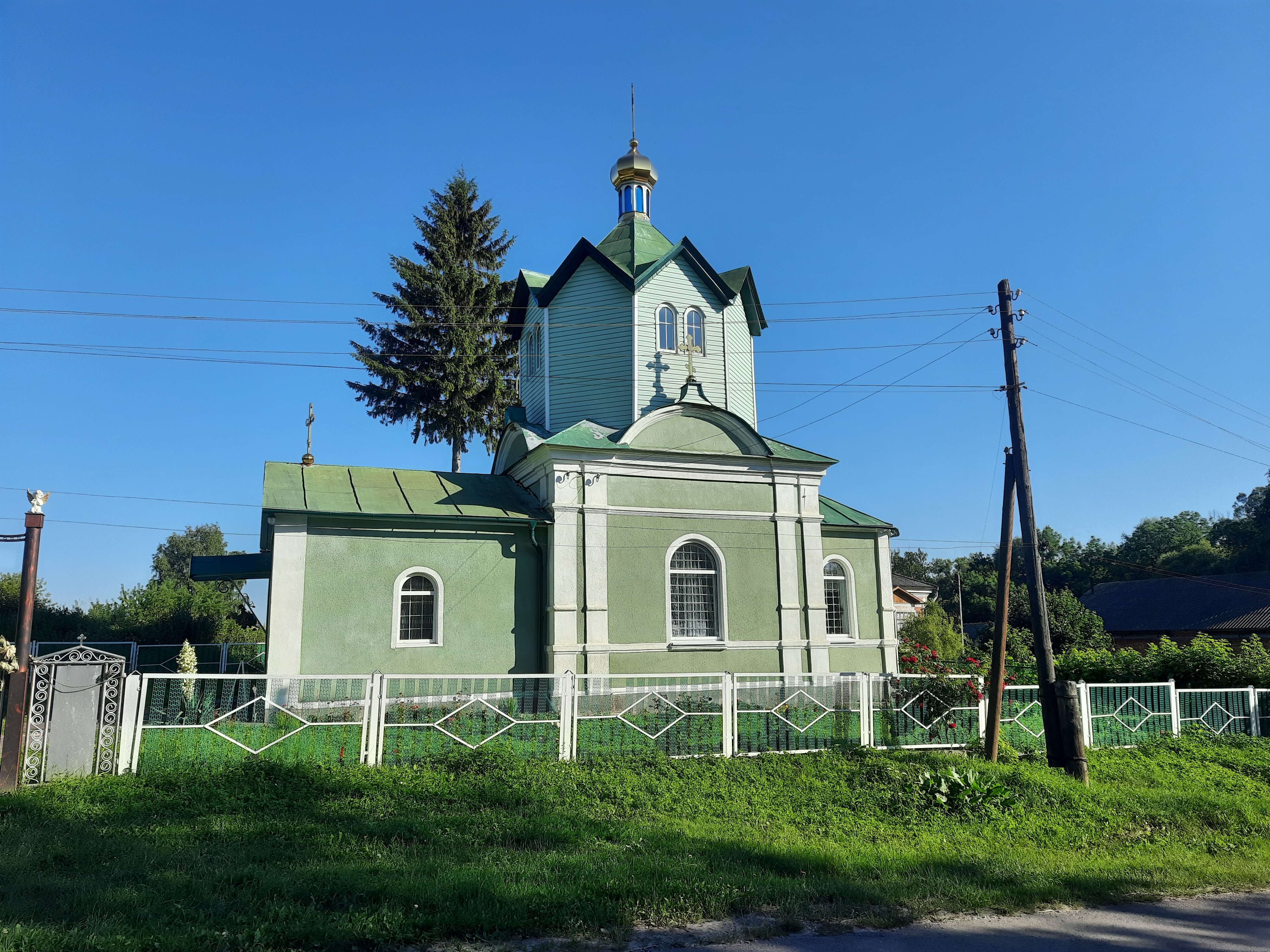
Каплиця

## Пам'ятки природи
Каленикові гори